# 富津漁港
富津漁港（ふっつぎょこう）は、千葉県富津市にある第2種漁港。富津岬を中心に、北側に富津地区、南側に下洲地区の2つの区域からなる。松林に囲まれた海岸は春先から夏にかけ遠浅な砂浜での潮干狩りでにぎわう。秋から春先にかけ海苔養殖も盛んに行われている。

## 概要
- 管理者 - 千葉県農林水産部水産局
- 漁業協同組合 - 富津
- 組合員数 -
- 漁港番号 -
- 水揚量 -

## 沿革
- 1952年（昭和27年）2月29日 - 第2種漁港に指定